# Aston (Ariège)
Aston é uma comuna francesa na região administrativa de Occitânia, no departamento de Ariège.